# キス・キス
『キス・キス』（英称:Kiss kiss）は、八神千歳による日本の漫画作品。『ちゃお』（小学館）にて2004年4月号から2005年3月号まで連載された。同名のゲームボーイアドバンス専用ソフト（バンダイから）も発売されている。

## 概要
八神千歳5作目の連載作品。私立星鈴（せいれい）学園中学校を舞台に、5人の男子生徒からなるユニットを題材としている。本編とは別に増刊枠の『ちゃおデラックス』にて番外編の掲載が行われた。
『ちゃお』2004年12月号の付録にはドラマCDが付いた。

## 登場人物
なお、KISSのメンバーと瑞樹は、ゲームの方にも攻略対象として登場する。
声の項はドラマCDの声優。
藤咲 奈緒（ふじさき なお）
声 - 倖月美和
主人公。中学1年生。前向きで元気が取り柄。5月3日生まれ。
小学生の頃、とあることで助けて貰ったことを機に和田に憧れを抱き、和田に会うため星鈴学園に入学する。しかし次第に拓夢が好きになり、和田ではなく拓夢が好きであるという気持ちに気付く。
一途で、Kissに近付くことを許さない女子生徒の嫌がらせにも耐え抜く（奈緒が嫌がらせを受けていることを知った拓夢も一度はそれを見かねて、嫌がらせの中心人物である女子生徒にキツい言葉を吐き捨てている）。
霧原 拓夢（きりはら たくむ）
声 - 柿原徹也
Kissのメンバー。中学2年生。通称「拓ちゃん」「拓夢」。
中学生の傍ら人気モデルで星鈴学園の人気者である。幼少の頃からモデルとして活躍しており、そのために友達ができなかった。また、6歳の頃までアメリカで暮らしていた。
ゲームの設定では、10月14日（カレンダー上では13日）生まれのてんびん座。血液型はO型。身長177cm。体重58kg。好きなものはスポーツ。好きな食べ物はロールサンド。嫌いな食べ物はマカロニサラダ。エンディング後は、モデルとしての活動を続け、テレビ出演も果たす。
久堂 竜也（くどう たつや）
声 - 小尾元政
Kissのメンバー。中学3年生。通称「くーちゃん」。
格闘技が得意であらゆる武道大会で全国制覇を果たしている。Kissのメンバーの中で一番背が低く、小柄。
ゲームの設定では、1月1日生まれのやぎ座。血液型はB型。身長163cm。体重48kg。好きなものは、格闘技。好きな食べ物は、ウィンナー。嫌いな食べ物は、ごはん。また、シンクロのファンであり、西村秦とは仲が良く、品川千夏からは好意を持たれている。エンディング後は、格闘技の世界大会を目指して特訓に励む。
森高 和哉（もりたか かずや）
声 - 谷口祐貴
Kissのメンバー。中学2年生。通称「モーリィ」。
中学生だが全国で個展を開いたり写真集を出版している一流のカメラマンである。入学した頃は拓夢をライバル視していたが、現在では仲の良い友達同士である。奈緒に好意がある。
ゲームの設定では、8月25日生まれのおとめ座。血液型はA型。身長175cm。体重60kg。好きなものはカメラ。好きな食べ物はリンゴ。嫌いな食べ物はしば漬け。また、小野寺桜とは昔付き合っていた。エンディング後は、カメラマンとしての活動を続ける。
葛城 桂吾（かつらぎ けいご）
声 - 三戸貴史
Kissのメンバー。中学3年生。通称「かっつん」。中学生の傍ら有名占い師である。
ゲームの設定では、2月20日生まれのうお座。血液型はAB型。身長175cm。体重50kg。好きなものは占い。好きな食べ物はカレーライス。嫌いな食べ物はウィンナー。また、神宮寺晃弘と交友関係があり、仲も良いようである。エンディング後は、占い師としての活動を続け、サイン会も行う。
和田 嘉國（わだ よしくに）
声 - 加藤木賢志
Kissのリーダー。中学3年生。通称「わだっち」。
生徒会長で、メガネをかけている。同じ塾に通う奈緒からは「お兄ちゃん」と呼び慕われている。
ゲームの設定では、2月9日生まれのみずがめ座。血液型はO型。身長173cm。体重55kg。好きなものは勉強。好きな食べ物はサンドウィッチ。嫌いな食べ物はコロッケ。エンディング後は、イギリスに留学する。
本間 瑞樹（ほんま みずき）
声 - 比嘉久美子
奈緒の同級生。奈緒とは同じ小学校出身。
サッカーが好きでサッカー部に所属。しっかり者で、奈緒の良きツッコミ役。何かと奈緒に振り回され、事件に巻き込まれることが多い。
ゲームの設定では、4月16日生まれのおひつじ座。血液型はA型。好きな食べ物はハンバーグ。嫌いな食べ物はポテトサラダ。また、相原真や近藤一維とは交友関係があり、特に一維と仲が良い。エンディング後は、サッカーの大会で優勝を果たす。
新田 真由子（にった まゆこ）
奈緒の同級生で友人。
最終話（3年後）で瑞樹と付き合うようになる。瑞樹には苗字で呼ばれている。
シンディ・バロース
アメリカのトップモデル。14歳。中学2年生。本名はアリー・ローレンス。
拓夢とは幼少の頃に出会い、好意を抱いている。
秋野（あきの）
嘉國と両思いだったが、それが原因で女子達のイジメにあい、星鈴学園を転校した。
現在は女子校に通っている。
珠見 由紀（たまみ ゆき）
番外編に登場。ファッションモデルの少女。
控え目で内気な性格。オーディションの事で悩んでいた所で久堂竜也と出会う。

## 用語
kiss（キス）
Knight Imparadise Special Serviseの頭文字に由来している。女の子の味方のナイト集団という意味。和田嘉國・久堂竜也・葛城桂吾・霧原拓夢・森高和哉の5人で形成されている、生徒会のメンバーである。
私立星鈴学園（しりつせいれいがくえん）
初等部・中等部・高等部が存在する。大きな食堂があり学食のメニューが豊富で、自由な校風。

## 書誌情報
- 八神千歳『キス・キス』小学館〈ちゃおコミックス〉、全3巻
  1. 2004年11月初版発行[1]、ISBN 978-4-09-138158-3
  2. 2005年3月初版発行[2]、ISBN 978-4-09-138159-0
  3. 2005年7月初版発行[3]、ISBN 978-4-09-138160-6

## ゲーム
『Kiss×Kiss 星鈴学園』（キスキスせいれいがくえん）というタイトルで、2004年12月2日にゲームボーイアドバンス専用ソフトとしてバンダイから発売された。学園恋愛シミュレーションゲームである。男の子と会話したり、弁当を渡すなどしながら好感度を上げていき、最終的にバレンタインデーに男の子と結ばれる事がこのゲームの目標となる。

### ゲームのみに登場するキャラクター
本編にも登場するキャラクターと隠しキャラクターを除いても、14人のオリジナルキャラクターが存在していて、性格も様々である。

#### 男性キャラクター
近藤 一維（こんどう いちい）
主人公の同級生。大阪出身で関西弁で話す。元気で明るい性格だが、お調子者な所がある。
お笑いが好きで、将来の夢はお笑い芸人になること。成績は、悪い方で補習は常連。また、高所恐怖症であり遊園地の観覧車を怖がるイベントが存在する。
瑞樹や真と仲が良く、真とは、幼馴染らしい。「未紗」という妹がいる。エンディング後は、お笑い芸人として新人賞を受賞する。
11月11日生まれのさそり座で血液型はB型。好きな食べ物は、梅干ご飯。嫌いな食べ物は、サンドウィッチ。
相原 真（あいはら まこと）
一維と同じく主人公の同級生。瑞樹や幼馴染の一維とは仲が良く、一維からは「マコ」と呼ばれている。料理が得意な癒し系。優しく親切な性格だが、お人好しな所があり、それが原因で主人公とすれ違ってしまうこともある。でも、芯をしっかり持っていて筋は通すタイプ。母親が料理教室を開いており、時々手伝いをしている。その親の影響もあるのか料理が好きで、将来の夢は料理人になること。成績は、かなり良い方でノートを写させて欲しい、勉強を教えて欲しいなどと頼まれる事がよくある。
実は、方向音痴であり早く家を出ないと学校に辿り着けないというエピソードを本人から聞く事ができる。「こなみ」という姉がいる。エンディング後は、料理の修業のために海外に留学する。
9月21日生まれのおとめ座で血液型はO型。好きな食べ物は、ペペロンチーノ。嫌いな食べ物は、梅干ご飯。
西村 秦（にしむら しん）
主人公の先輩で、高等部所属。また、インディーズバンド「シンクロ」のボーカルを務めていて、ライブハウスで活動を行っている。クールで無口な性格であるためか、学園では一人でいる事が多く、女の子が苦手なようである。音楽好きで、音楽の事に関しては人一倍の努力家であるため、無茶のしすぎや睡眠不足で倒れてしまう事がよくある。
実は、一人暮らしをしているらしく家から学校までは遠いらしい。そのため、家事全般を自分でこなしている。髪の毛が長く、いつも後ろで一つに束ねている。「シンクロ」のファンである竜也とは仲が良く、竜也やファンからは、「シン」と呼ばれている。だが、同じ高等部である晃弘とはあまり仲が良くない。エンディング後は、メジャーデビューを果たし、忙しくも充実した生活を送る。3月5日生まれのうお座で血液型はAB型。好きな食べ物は、おにぎり。嫌いな食べ物は、マカロニサラダ。
神宮寺 晃弘（じんぐうじ あきひろ）
秦と同じく主人公の先輩で、高等部所属。ケンカばかりして学校をさぼりがちという噂が流れている事などから、不良（ヤンキー）のようであり、主人公の前でケンカして騒ぎをおこした事もある。乱暴でぶっきらぼうな性格だが、硬派で面倒見が良く、動物好きであるなど優しい一面も持ち合わせている。ちなみに本人によると、自分の事を怖がらなかったのは、恵と主人公だけであるとのこと。そのため主人公の事を「面白いヤツ」と思い、気に入っている様子。その恵とは仲が良く、意外にも桂吾とも仲が良いようである。ただし、同じ高等部の秦とは犬猿の仲である。エンディング後は、更に優しい一面が目立つようになり、植物を優しく大切に育てたりするところが見られる。
5月10日生まれのおうし座で血液型はA型。好きな食べ物は、焼鮭。嫌いな食べ物は、ラーメン。

#### 女性キャラクター
渡辺 結菜（わたなべ ゆいな）
主人公の幼馴染で親友。主人公とは同級生。いろいろな情報に詳しく、主人公にいろいろと教えてくれる。美術部に所属していて、絵の才能に長けている。趣味は、料理と編み物。また、シンクロのファンでもある。弟がいる。1月15日生まれのやぎ座。好きな食べ物は、さくらんぼ。嫌いな食べ物は、しば漬。
伊集院 らん（いじゅういん らん）
主人公の先輩で中等部2年生。美術部に所属している。お金持ちのお嬢様でプライドが高く、高飛車な性格をしており、主人公に対して高慢な態度を取る。その一方で庶民の暮らしに憧れており、仲が良くなると主人公にその本音を打ち明ける。なお、根は純粋な性格であり、仲良くなるとその様子も垣間見える。また、ミーハーで気が多いところがあり、特定のライバルがいる以外の攻略対象の男の子たち全員に好意があるようである。好きな食べ物は、オレンジ。嫌いな食べ物は、エビフライ。
小野寺 桜（おのでら さくら）
主人公の先輩で中等部2年生。モデルをしている。和哉の元カノであり、かつては和哉と付き合っていたが、お互いにすれ違ったまま納得できずに別れてしまったため、いまだに和哉の事を思っている。そのため和哉を狙っていると恋のライバルになる。上記の理由があるため、和哉とは険悪なムードである。また、ライバルになるキャラクターの中では一番ドロドロしたシナリオ展開である。シナリオ最後では、和哉と向き合い、自分の気持ちにケジメをつけ、「幸せに」と主人公に言い残し、和哉から身を引いた。好きな食べ物は、ミートソース。嫌いな食べ物は、いちご。
根岸 未来（ねぎし みらい）
主人公の先輩で中等部2年生。吹奏楽部に所属しており、担当楽器は、フルート。趣味は、お菓子作りと料理。また、真の母親が開いている料理教室にも通っている。それがきっかけなのか、真のことが好きであり、真を狙っていると恋のライバルになる。真と主人公の間に割り込んでくるなどタチが悪い。それがあるので、小野寺ほどではないが、その次にドロドロしているシナリオ展開である。シナリオ最後では、足を捻挫した振りをして真の気を引こうとするが、最終的に真にフラれてしまったため、身を引く。真からは「みくさん」と間違って呼ばれていて、小野寺にもそれを指摘されるが、「真になら、どう呼ばれてもいい」と気にしていないようである。好きな食べ物は、いちご。嫌いな食べ物は、おいなりさん。
品川 千夏（しながわ ちなつ）
主人公の同級生で、陸上部所属。気が強いが、明るくサバサバした性格。竜也のことが好きであり、竜也を狙っていると恋のライバルになる。しかし、「ライバルといえど、フェアにいかなきゃ」と発言したり、主人公の席を取っておくなど、他のライバルキャラクターと違い、正々堂々と勝負するタイプである。そのため、ライバルになるキャラクターの中では一番おだやかなシナリオ展開である。シナリオ最後では、竜也の主人公に対する思いを知り、潔く身を引いて、主人公と竜也を応援する。料理が大の苦手で、焼きおにぎりや生クリームさえも上手く作れないほどである。好きな食べ物は、コロッケ。嫌いな食べ物は、グリーンサラダ。

#### その他のキャラクター
江波 蓮蒔（えなみ れんじ）
主人公の担任で英語教師。また、吹奏楽部の顧問もしている。クールで厳格な性格だが、負けず嫌いなところがある。好きな食べ物は、エビフライ。嫌いな食べ物は、ナポリタン。
権俵 太（ごんだわら ふとし）
熱血な体育教師。訛のある話し方をする。「アヤ」という甥っ子がおり、とても可愛がっている。江波とは恵をめぐってライバル関係であるため、お互いに仲が悪い。しかし、恵本人には、まったく相手にされておらず、恵の方はどちらかと言うと江波に気があるようである。好きな食べ物は、からあげ。嫌いな食べ物は、不明。
恵（めぐみ）
主人公が通う学校の養護教諭であり、女性。フルネームは不明。また、生徒全員をあだ名で呼んでいる（主人公のこともあだ名で呼ぶ）。明るく陽気な性格であるが、大人の女性の包容力も持ち合わせている。だが、エビフライを焦がしてしまうなど料理はあまり得意ではない。好きな食べ物は、チキンライス。嫌いな食べ物は、焼きおにぎり。
マスター
主人公たちが、立ち寄る喫茶店のマスター。真や一維とは仲が良く、真からは「ヒロ」一維からは「ヒロヒロ」と呼ばれている。本名は不明。12月29日生まれ。
実は、真の父がこの店のオーナーであり、息子である真はお店の手伝いをしている。ちなみに、この店のメニューほとんどが真の考案したものであるらしい。
村上 直人
主人公が利用する駅の駅員。爽やかで親切な好青年。主人公が落とした生徒手帳を届けてくれた。

#### 隠しキャラクター
作者の過去作品から、隠しキャラクターとして二人追加されている。なお、彼らを攻略できるようになるのは三人とハッピーエンドを迎えた後である。
沖田 智哉（おきた ともや）
『まんがみたいな恋したいっ!』から登場。三人とハッピーエンドを迎えた後のプレイ時（早くても４周目）にコンビニへ寄ることで出会える。このコンビニでバイトをしている。
学年は、中学3年生。姉が漫画家であり、それがきっかけで主人公と知り合う。5月18日生まれのおうし座。
ミナト
『いけない♥ナビゲーション』から登場。三人とハッピーエンドを迎えた後のプレイ時（早くても4周目）にタイトル画面で隠しコマンドを入力した後に公園へ寄ることで出会える。
未来の世界から来たらしく、主人公を「運命の相手」だと言う。主人公のケータイから出てきたことにより、主人公と知り合う。9月23日生まれのおとめ座。